# Amastus maculicincta
Amastus maculicincta är en fjärilsart som beskrevs av George Francis Hampson 1901. Amastus maculicincta ingår i släktet Amastus och familjen björnspinnare. Inga underarter finns listade i Catalogue of Life.